# 響直美
響 直美（ひびき なおみ、1969年2月26日 - ）は、日本の漫画家。千葉県出身。
本名は横山直美。千葉県立国府台高等学校、立教大学卒業。在学中から同人誌活動を始める。大学卒業後は大手電機メーカーに就職するも1年で退職。1995年『ボニータ』9月号（秋田書店）に掲載された短編『ハートフル・ブーケ』で商業誌デビュー。この時、以前から使っていたペンネーム「響悠」（ひびきゆう）から現在の響直美に変えている。

## 単行本
- 妖恋夜話～あやかしの恋のおとぎ話～（2000年 リイド社）
- ハーレム・ナイト（2002年 宙出版 マロリー・ラッシュ原作）
- 男と女の神話（2003年 宙出版 エマ・ゴールドリック原作）
- 砂漠のドクター（2003年 宙出版 ヴァイオレット・ウィンズピア原作）
- 過去から来た恋人（2005年 宙出版 サンディ・スティーン原作）
- 天使がやって来た（2008年 宙出版 アネット・ブロードリック原作）
- 花盗人は王子様（2009年 宙出版 ）